# Cryptus konoi
Cryptus konoi là một loài tò vò trong họ Ichneumonidae.